# 白い巨塔 (2007年のテレビドラマ)
『白い巨塔』（しろいきょとう、韓国での表記：하얀거탑〈ハヤンゴタプ〉）は、山崎豊子著『白い巨塔』を原作として、韓国MBCにて2007年1月6日から3月11日まで放送されたテレビドラマ。全20話。キム・ミョンミン、チャ・インピョ、ソン・ソンミ、イ・ソンギュンらが出演した。

## 概要
韓国のテレビ局がリメイクしており、1話あたりの放送時間は60～70分（※韓国での放送時。日本での放送時はカット位置が異なり、全26～28話となる模様）となっている。

## 韓国での反響
- 平均視聴率は14.2％（最高視聴率23.2％）。第43回百想芸術大賞ではアン・パンソク監督が演出賞を、キム・ミョンミンが最優秀演技賞を受賞するなど、巧緻な演出・脚本・演技は高く評価された。
- 最終回放送後、日本で放送された特別編『はじめての告知』にならい、韓国版でも特別編の製作・放送を望む声が多数上がったが、韓国のテレビドラマ事情によりその願いは実現しなかった。しかし、特別編をテレビドラマという形ではなく、OST（オリジナルサウンドトラック）ドラマコンサートという形で実現が可能となり、2007年4月28日、ソウルオリンピック公園にて『白い巨塔 第21話 Final Special』開催。OSTに携わった歌手やオーケストラの他、ドラマスタッフ、キャストも参加した。

## キャスト・スタッフ
【】内は原作に該当する人物。

### 主人公
チャン・ジュンヒョク【財前五郎】（ミョンイン大学病院 外科助教授→のちに科長昇進）：キム・ミョンミン
チェ・ドヨン【里見脩二】（ミョンイン大学病院 消化器内科助教授）：イ・ソンギュン

### ミョンイン大学病院 外科医局　浪速大学病院外科医局
イ・ジュワン【東貞蔵】（外科長）：イ・ジョンギル
ホン・サンイル【金井達夫】（外科専任講師）：パク・ヒョックォン
パク・ゴナ【佃友博】（外科医局長）：ハン・サンジン
ハム・ミンスン【安西】（外科医局員）：キム・ヨンミン
ヨム・ドンイル【柳原弘】（外科医局員）：キ・テヨン
ユ・ミラ【亀山君子】（外科看護師）：チャン・ソヨン

### ミョンイン大学病院 消化器内科医局　浪速大学病院消化器内科医局
ウ・ヨンギル【鵜飼教授】（消化器内科長・ミョンイン大学病院副院長）：キム・チャンワン
ハ・ウネ（内科医局員）：イ・スンミン

### ミョンイン大学病院 その他の医局　浪速大学病院その他の医局
ユ・ジョンジン（胸部外科長）：ソン・ホギュン
ハ・イキョン【葉山教授】（産婦人科長）：チョ・ムニ
パク・チャンシク【野坂教授】（整形外科長）：パク・クァンジョン
オ・ギョンファン【大河内教授】（解剖病理科長）：ピョン・ヒボン　

### その他の医師
ユ・ピルサン【岩田重吉】（医師会会長・ミョンイン大学病院同窓会長）：イ・ヒド
ノ・ミングク【菊川昇】（ジョンズホプキンス病院 外科医）：チャ・インピョ
オ・ナムギ【船尾徹】（韓国外科学会長）：パク・ヨンジ
ウォン・ヨンミン【唐木豊一】（ジョンウン大学医学部教授）：シン・グィシク

### チャン・ジュンヒョクに関連する人物
母親【黒川きぬ】（役名不詳）：チョン・ヨンスク
ミン・チュンシク【財前又一】（義父・医師会副会長・病院経営）:チョン・ハニョン
ミン・スジョン【財前杏子】（妻）：イム・ソンオン
カン・ヒジェ【花森ケイ子】（愛人）：キム・ボギョン

### チェ・ドヨンに関連する人物
妻【里見三知代】（役名不詳）：ユン・イェリ
チェ・ミナ（娘）：イ・ラヘ
- 原作では、里見脩二と三知代との間にできた子どもは男の子である（女の子の設定に変更されたのは、1990年版(村上弘明主演)に続き第2例目である）。

ジンジュ：イ・ジウン（胚芽細胞腫でミョンイン大学病院に入院している小児患者）

### イ・ジュワンに関連する人物
イ・ユンジン【東佐枝子】（娘）：ソン・ソンミ
キム・ヨンア【東政子】（妻）：ナム・ユンジョン

### ウ・ヨンギルに関連する人物
ホン・ソンヒ【鵜飼夫人】（妻）：ヤン・ヒギョン

### 裁判に関連する人物
クォン・スンイル【佐々木庸平】（膵臓癌患者）：チェ・ボモ
イ・ヨンスン【佐々木よし江】（クォン・スンイルの妻）：キム・ドヨン
クォン・スンギ【佐々木信平】（クォン・スンイルの弟）：チョン・ギョンホ
クォン・ヒョンジン【佐々木庸一】（クォン・スンイルの息子）：イ・ムセン
キム・フン【関口仁】（クォン・スンイル側の弁護士）：ソン・ビョンホ
コ・チャンイル（ミョンイン大学病院の顧問弁護士）：イ・インチョル
イ・ジェミョン（ミョンイン大学病院側の弁護士）：キム・ジョンハク
ユン・ソクチャン（ミョンイン大学病院側の弁護士）：チェ・ヨンミン
チョ・ミョンジュン【国平】（ミョンイン大学病院側の控訴審の弁護士）：チャン・ヒョンソン
オ判事（控訴審の裁判官）：ウォン・ジョンネ

### スタッフ
- 演出：アン・パンソク
- 脚本：イ・ギヴォン

## 日本での公開
- 2007年10月24日～（Mnet）：日本での初放送
- 2008年4月～（BS日テレ・各地上波ローカルなど）
- 2008年4月19日：オリジナルサウンドトラック発売開始。
- 2008年4月20日：東京中野サンプラザにて白い巨塔ファンミーティング開催。
- 2008年5月9日：DVD-BOX（第一部）発売開始、レンタル開始。
- 2008年6月6日：DVD-BOX（第二部）発売開始、レンタル開始。

## 備考
- 白い巨塔の版権を日本から購入する際の契約条項に、「韓国版白い巨塔はあくまで原作小説の映像化であり、2003年にフジテレビで放送した唐沢版白い巨塔に描かれているオリジナルエピソードを一切引用してはならない」とあったため、韓国版白い巨塔には、唐沢版オリジナルエピソードは含まれていない。したがって、最終回、チャン科長がドヨンに病状を告白するよう頼んでも、ドヨンは原作通り癌の告知はしていない（唐沢版では里見は財前に癌の告知をしている）。また、唐沢版最終回にあったような屋上での財前とケイ子とのシーンもない。
- 韓国版白い巨塔は原作に忠実ながらも、韓国版オリジナルの部分も挿入している。例えば、チャン・ジュンヒョクとノ・ミングクによる三臓器同時移植エピソードだが、原作の行間に描かれていた2人の対決を具象するために挿入したシーンだというのが監督の見解である。
- チャン・ジュンヒョクの専門は肝胆膵外科であり、田宮版や唐沢版での財前の専門であった食道外科とは異なった設定である。